# Wings of Forever
Wings of Forever è il primo album del gruppo power metal britannico Power Quest, pubblicato il 7 maggio 2002 dall'etichetta Underground Symphony e prodotto da Karl Groom, chitarrista e fondatore dei Threshold. Alle registrazioni parteciparono Clive Nolan (Pendragon, Arena), l'ex-cantante ZP Theart (allora nei DragonForce) e il chitarrista Andrea Martongelli (Arthemis), il quale successivamente entrerà nella band, sostituendo Adam Bickers. L'album non presenta un batterista; le parti di batteria sono state realizzate dal leader Steve Williams con una drum machine, anche se il booklet le accredita ad un certo Scott Michaels.
Nelle edizioni pubblicate in Corea del Sud e Giappone (pubblicate rispettivamente nel novembre 2002 e nel febbraio 2003) è inclusa una traccia in più, la strumentale Gates of Tomorrow.
Nel 2006 Majestic Rock ha pubblicato un'edizione rimasterizzata dell'album, con due tracce in più: le versioni originali di Glory Tonight e Follow Your Heart, riprese dal demo del 2001 Power Quest. Questa edizione include anche un DVD, con il video promozionale per Glory Tonight, un'intera performance dal vivo della band (registrata al Camden Underworld di Londra il 13 novembre 2004, in apertura per i Labyrinth e i Dream Evil) e vari extra.

## Tracce

### CD
Testi e musiche di Steve Williams, tranne dove indicato.
1. Prelude to Destiny (Intro) (strumentale) – 1:45 – assolo: Martongelli
2. Wings of Forever – 5:33 – assoli: Totman, Bickers
3. Far Away – 4:50 – assoli: Bickers, Williams, Totman
4. Glory Tonight (feat. ZP Theart) – 6:08 – assoli: Bickers, Williams, Bickers, Totman
5. Power Quest (Part I) – 7:09 – assoli: Martongelli, Williams, Bickers, Totman, Martongelli
6. Beyond the Stars – 4:45 (testo: Williams, Sam Totman – musica: Totman) – assoli: Williams, Totman, Bickers
7. Immortal Plains – 5:44 – assoli: Totman, Martongelli
8. Follow Your Heart (feat. ZP Theart) – 6:12 – assoli: Bickers, Williams, Bickers, Totman
9. Freedom of Thought – 7:06 (Adam Bickers) – assoli: Totman, Bickers, Bickers
10. Distant Lands (Outro) (strumentale) – 4:08 (musica: Steve Scott, Dave Brons) – assolo: Williams

Traccia bonus nelle edizioni coreana e giapponese
1. Gates of Tomorrow (strumentale) – 2:25 (musica: Williams, Scott, Totman, Bickers) – assoli: Totman, Bickers

Tracce bonus nell'edizione rimasterizzata
1. Glory Tonight (demo version) – 6:13
2. Follow Your Heart (demo version) – 6:24

### DVD
1. Song Writing – 1:05
2. Live at the Underworld – 33:16
3. "Glory Tonight" Video Clip – 6:10
4. "Glory Tonight" Out-Takes – 2:49
5. Photo Gallery – 6:13

## Formazione
- Alessio Garavello – voce
- Steve Williams – pianoforte, tastiere, organo, chitarra acustica (tracce 4, 10-11[2]), chitarra elettrica (traccia 10), drum machine[3], percussioni (traccia 11[2]), cori
- Sam Totman – chitarra, cori
- Adam Bickers – chitarra
- Steve Scott – basso

Musicisti di supporto
- Andrea Martongelli – cori, assolo di chitarra (tracce 1, 5, 7)
- Clive Nolan – cori
- Tina Groom – cori (traccia 7)
- Julie Laughton – flauto (traccia 11[2])

Ospiti
- ZP Theart – voce (tracce 4, 8, 11-12[4])
- Simon Burrell – parlato (traccia 5)